# Пик, Роберт
Роберт Пик-старший (англ. Robert Peake the Elder; 1551, Линкольншир — октябрь 1619, Лондон) — английский художник-портретист, работавший во время поздней части царствования Елизаветы I и в царствование Якова I. В 1604 году был назначен художником для Генриха, наследника престола, а в 1607 году — для короля Якова I (работал совместно с Джоном де Критцем). Пика часто называют «старшим» из-за того, что его можно перепутать с его сыном, художником Уильямом Пиком (ок. 1580—1639) и его внуком, сэром Робертом Пиком (ок. 1605—67), также художником.
Пик рисовал в группе с еще тремя художниками — Джоном де Критцем, Маркусом Герардсом-младшим и Исааком Оливером в период между 1590 и 1625 годами. Они специализировались на картинах с яркой окраской, что было редкостью для того времени. Не всегда возможным является различить авторство картин между Пиком, Гирартом, Оливером и их помощниками с полной уверенностью.

## Жизнь

### Ранние годы

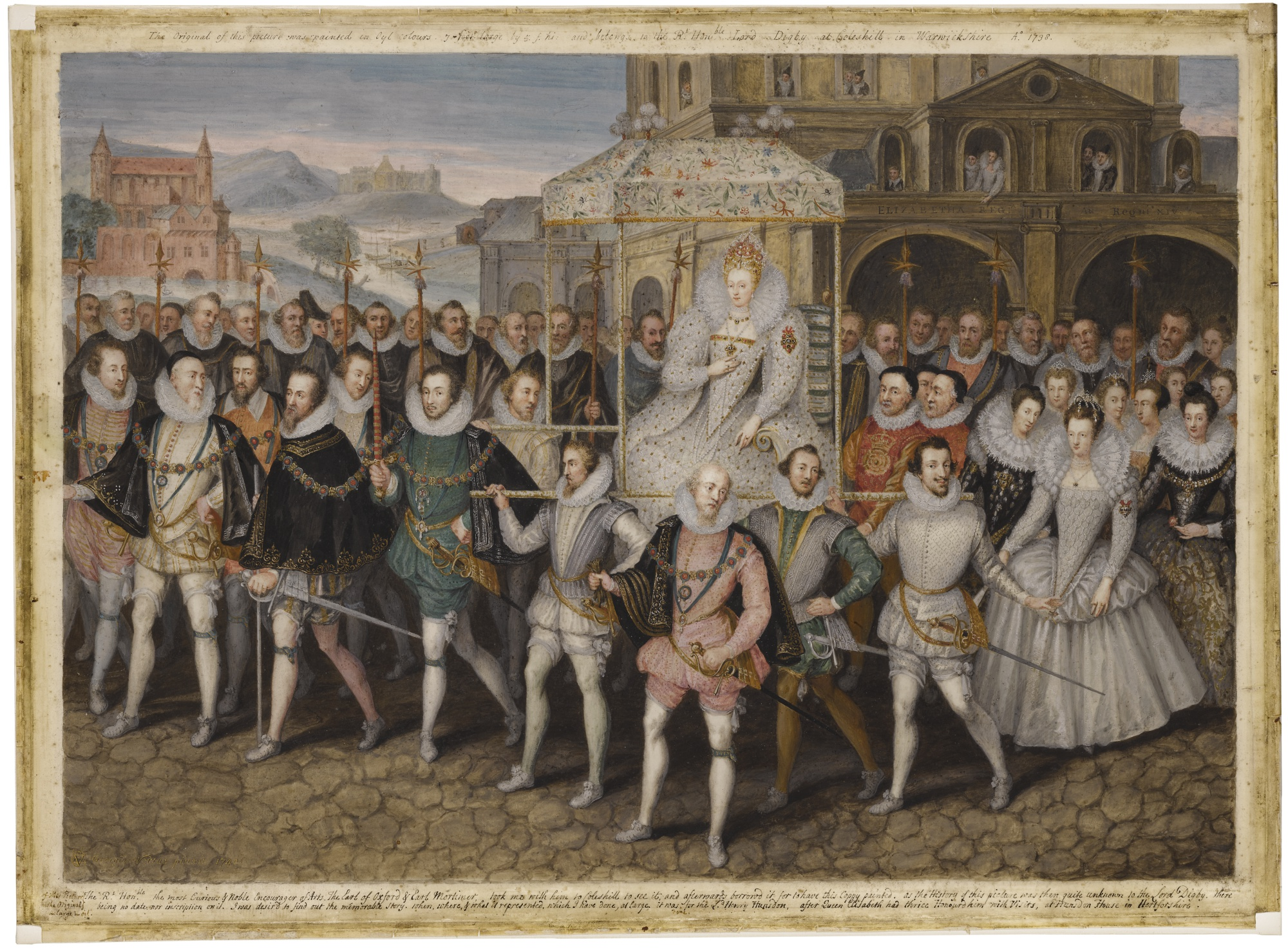
Картина The Procession Picture, ок. 1600, изображающая Елизавету I, которую несут по улицам Лондона

Пик родился в округе Линкольншир примерно в 1551 году. Он начал обучаться живописи у Лоренса Вудхэма 30 апреля 1565 года. Он стал почетным членом цеха золотых дел мастеров 20 мая 1576 года. Его сын Уильям пошёл по стопам отца и позднее достиг такого же статуса.
Первой работой Роберта Пика стала должность в Управлении Пиров, департаменте, который устраивал придворные празднества для Елизаветы I. Время, когда Пик начал практиковаться в качестве художника-портретиста, остается неизвестным.

### Художник принца Генриха
В 1607 году, после смерти Леонарда Фрайера, Пик был назначен королевским живописцем короля Якова I, разделяя должность с Джоном де Критцем, который занимал этот пост с 1603 года. В то время как де Критц взял на себя все декоративные обязанности, Пик продолжал рисовать портреты королевской семьи.

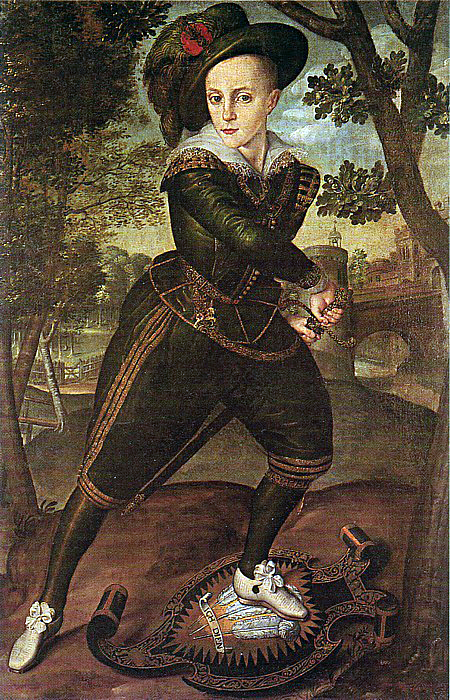
Принц Генрих, ок. 1610. Его нога опирается на щит принца Уэльского (он получил это звание в том же году).

В 1610 году Пик стал «художником принца Генриха», шестнадцатилетнего принца, бывшим также и любителем искусства. Пику поручили перевод книги Себастьяно Серлио Первая книга архитектуры (англ. The First Booke of Architecture), которую подарили принцу в 1611 году. После смерти Генриха Пик был назначен художником его брата, Карла, герцога Йоркского, будущего Карла I.

### Смерть
Пик умер в 1619 году, примерно в середине октября. Ранее считалось, что Пик умер позже. Эрна Ауэрбах в своей книге Художники Тюдоров (англ. Tudor Artists) относит его смерть к 1625 году. Дата его захоронения неизвестна из-за того, что после Великого лондонского пожара оказалась разрушенной его приходская церковь, Церковь Святого Гроба Господня на Ньюгейт (англ. St Sepulchre-without-Newgate. В это время произошло нескольких смертей в сообществе художников: Николас Хиллиард умер в январе, Анна Датская (королева Англии, которая покровительствовала искусству) в марте, а художник Уильям Ларкин, друг Пика, примерно в апреле—мае.

## Картины

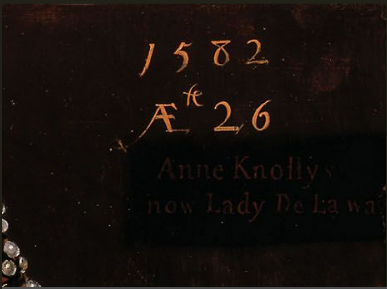
Надпись на портрете Анны Ноллис

Трудно правильно определить и дату написания портретов того периода, так как художники редко подписывали свои работы. Однако некоторые картины можно отнести к творчеству Роберта Пика. Одна из них — Портрет «полководца» (англ. Portrait of a "military commander"; 1592 год), на которой была сделана надпись «M.BY.RO.| PEAKE» (англ. made by Robert Peake — «сделано Робертом Пиком»).

### Procession Picture

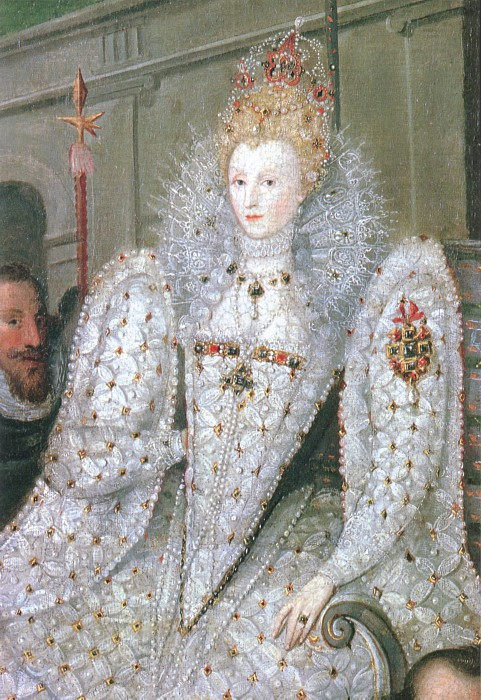
Procession Picture (фрагмент), ок. 1600 года

Картина Королева Елизавета идёт в процессии Блэкфайарс в 1601 году (англ. Queen Elizabeth going in procession to Blackfriars in 1601) или просто Procession Picture (см. иллюстрацию), в настоящее время считается работой Пика. Первоначально авторство этой картины было присвоено Роберту Пику Роем Стронгом, который объявил картину «одной из величайших тайн Елизаветинской эпохи». Это пример картин, распространенных в более поздней части её царствования, где Елизавету изображают более молодой и торжественной, чем она была. Джордж Вертью, антиквар XVIII века, назвал картину «сделанной ни хорошо, ни плохо».
Рой Стронг полагает, что процессия была связана с женитьбой Генри Сомерсета, лорда Герберта, и леди Энн Рассел, одной из фрейлин королевы, 16 июня 1600 года. Он идентифицирует многих из тех, кто изображается на картине и говорит, что королева Елизавета сидит не в паланкине, как считалось ранее, а на тележке или колеснице. Стронг также предполагает, что пейзаж и замки на фоне нереалистичны. В соответствии со стилем картин елизаветинской эпохи они символичны, на картине показано валлийское происхождение Эдварда Сомерсета, графа Вустера, отца лорда Герберта.
Пик явно не рисовал королеву (а может быть даже и придворных) вживую. Скорее он рисовал их по другим, «стандартным» портретам королевы. Портреты королевы рисовались при учете ограничений, установленных королевским двором, примерно с 1594 года, учитывая ставшую официальной политикой изображение королевы Елизаветы молодой. В 1594 году Тайный совет приказал найти и уничтожить «плохие» портреты королевы, так как «они причиняли ей великое оскорбление».

### Портреты в полный рост

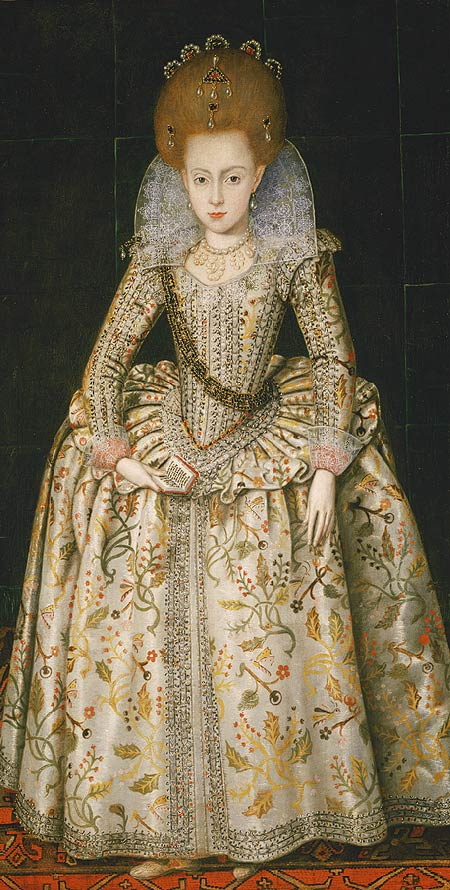
Принцесса Елизавета, позже ставшая королевой Богемии, 1606; её внук взойдет на английский трон как Георг I.

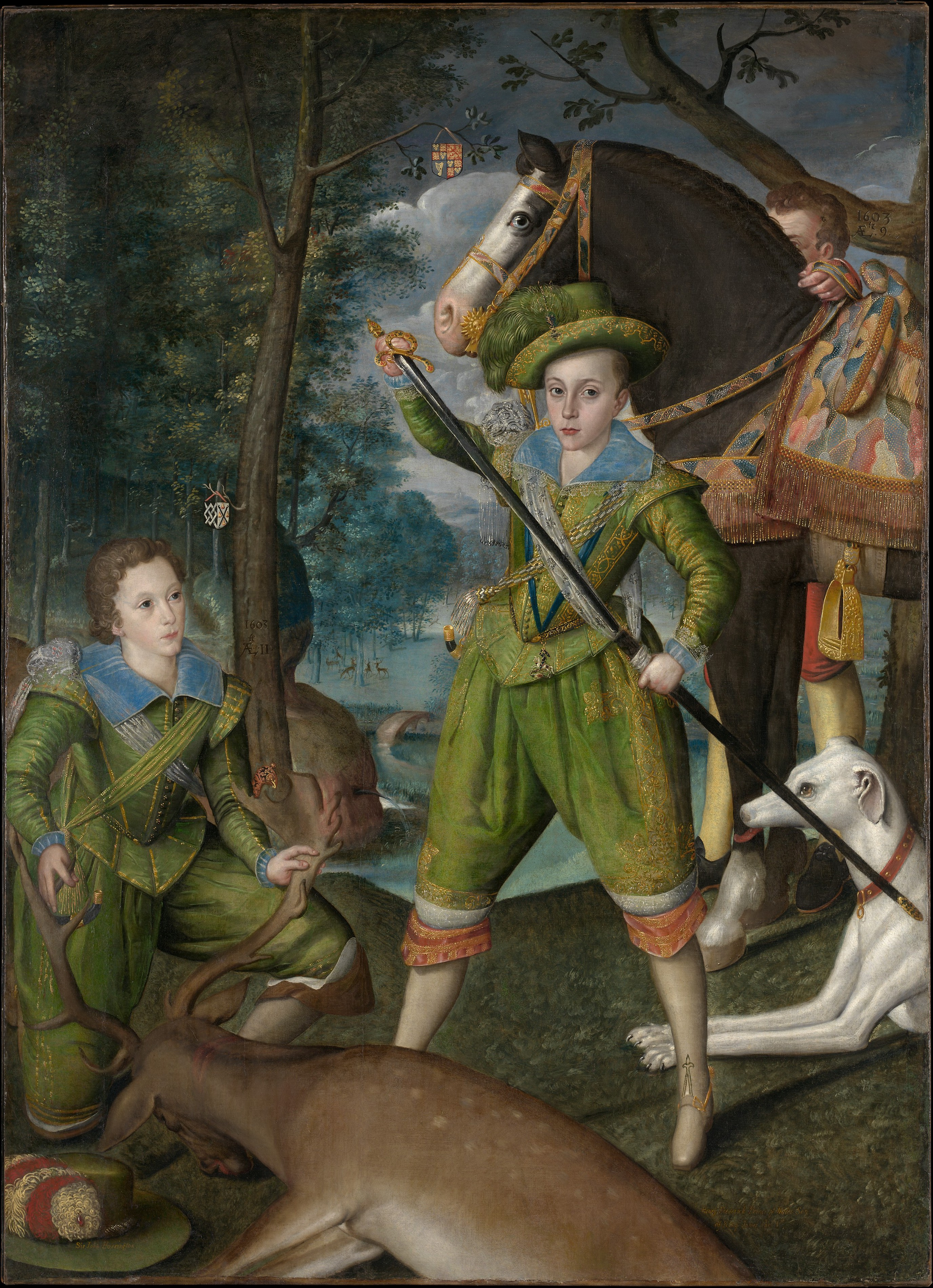
Портрет Генриха, принца Уэльского (в центре), и Джона Харингтона (впоследствии лорд Харингтон), сделанный Робертом Пиком, 1603

В начале 1590-х годов портреты в полный рост вошли в моду и знать стала собирать галереи таких картин. Пик был одним из тех художников, на кого появился спрос в ту эпоху. Он также был одним из первых английских художников, кто рисовал портреты в полный рост одного или нескольких человек со активными (что-то делающими на картине) людьми, помещенными в природный ландшафт, этот стиль живописи потом стал модным в Англии. Как главный художник принца Генриха Пик критикуется за то, что показал Генриха как лихого молодого воина.
В 1603 году он написал двойной портрет (сейчас он находится в музее Метрополитен, в Нью-Йорке), князя и его друга детства Джона Харингтона, сына лорда Харингтона из Экстона. Харингтон держит раненого оленя на рогах, Генрих рисует свой меч, чтобы нанести удар милосердия. У принца на поясе жемчужина Святого Георгия, убивающего дракона, которая намекает на его роль как защитника королевства. Его меч — атрибут королевской власти, и молодой Харингтон стоит на коленях, таким образом показывая верность принцу. Олень является ланью, животным, которое было в то время только в королевских парках для охоты. Вариант этой картины в Королевской коллекции, нарисованный ок. 1605 года, изображает Роберта Деверо, 3-й графа Эссекса, на месте Джона Харингтона и отображает герб Деверо.
В том же году Пик также нарисовал свой первый портрет единственной выжившей дочери Якова I, Елизаветы. Эта работа, как двойной портрет, была написана для семьи Харингтон, которая была опекуном Елизаветы с 1603 по 1608 год. На фоне портрета Елизаветы сцена охоты, что повторяет двойной портрет, и две дамы сидят на искусственной насыпи, модной в садовом дизайне того времени.
Пик снова нарисовал Генриха на фоне открытой местности примерно в 1610 году. На этом портрете Генрих на фоне Королевского дворца в Турине, принц выглядит старше, чем на картине 1603 года; его левая нога стоит на щите принца Уэльского (этот титул он получил в том же году). Генрих изображается как молодой человек, который собирается вынуть инкрустированный драгоценностями меч из ножен. Портрет имеет отношение к Савойе в связи с браком между Генрихом и инфантой Марией, дочерью Карл Эммануила I, герцога Савойи, предложенным в январе 1611 года.
Дочь Якова I Елизавета также была предложена Савойскому дому, как невеста для Виктора Амадея I, принца Пьемонта, наследника Карла Эммануила I. Обмен портретами был практикой того времени как часть предложения королевского брака и это было привычной работой для королевских живописцев и их мастерских. Принц Генрих поручил отправить портреты Пика в различные зарубежные страны, с которыми велись переговоры о браке.

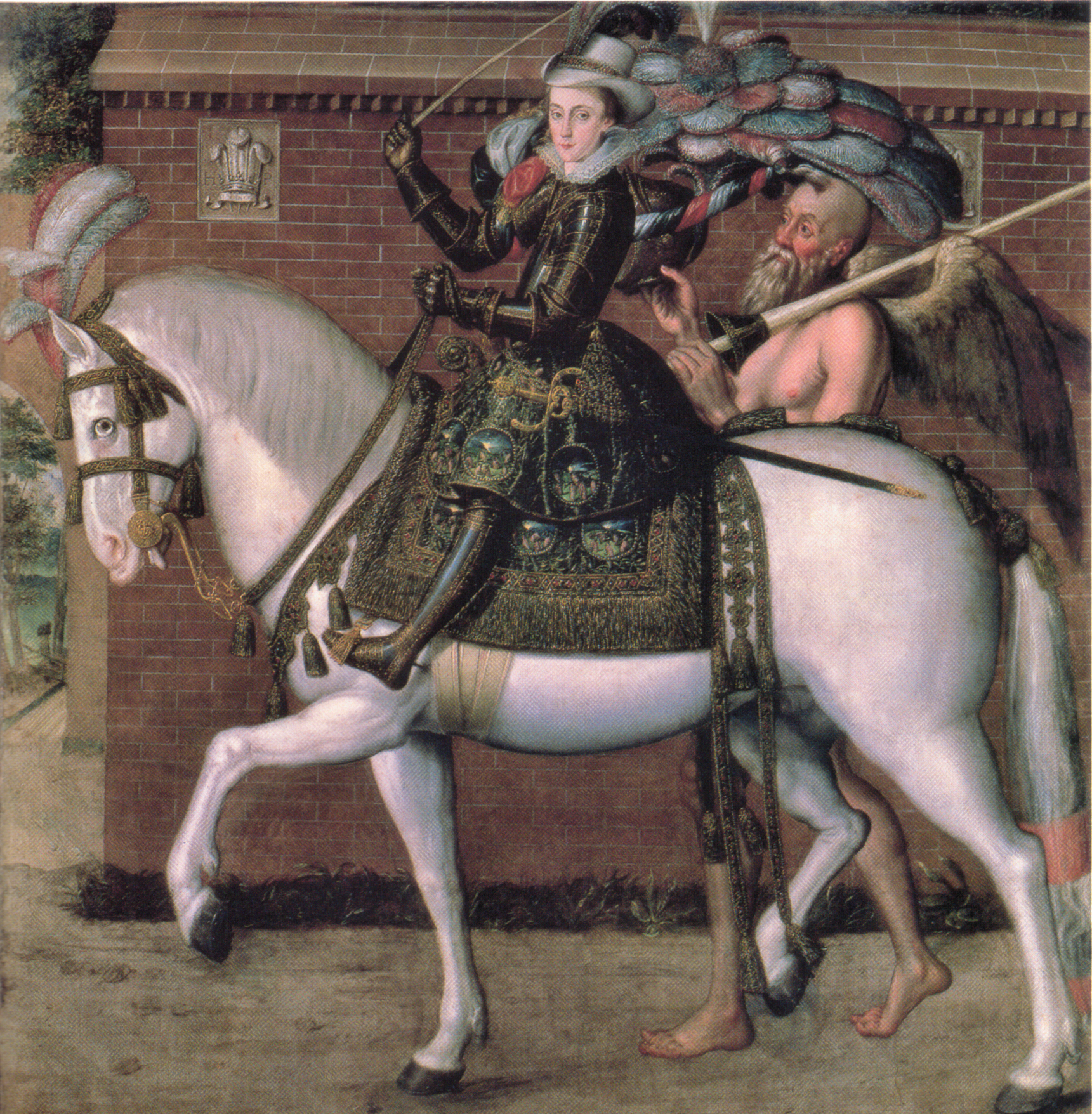
Генрих, принц Уэльский, на коне, ок. 1611. Крылатая фигура Отца Времени (персонификация времени) была выявлена после чистки.

Сохранившийся портрет принца Генриха того времени показывает его в доспехах, сидящего на белом коне. На фоне принца с лошадью крылатая фигура отца Времени. Искусствовед Джон Ширан предполагает, что это является классическим намеком на будущие возможности. Старик несет копье и перья шлема Генриха и ученый Крис Кейпл указывает на то, что его поза похожа на фигуру смерти на картине Альбрехта Дюрера Рыцарь, смерть и дьявол (1513 год). Он также отмечает, что старик был написан позже, чем другие фрагменты картины, так как кирпичи стены видны сквозь его крылья. Когда картина была восстановлена в 1985 году, на ней были открыты стена на заднем плане и фигура отца Времени, которые были кем-то закрашены в семнадцатом веке. Картина также была урезана.

### Леди Элизабет Поуп

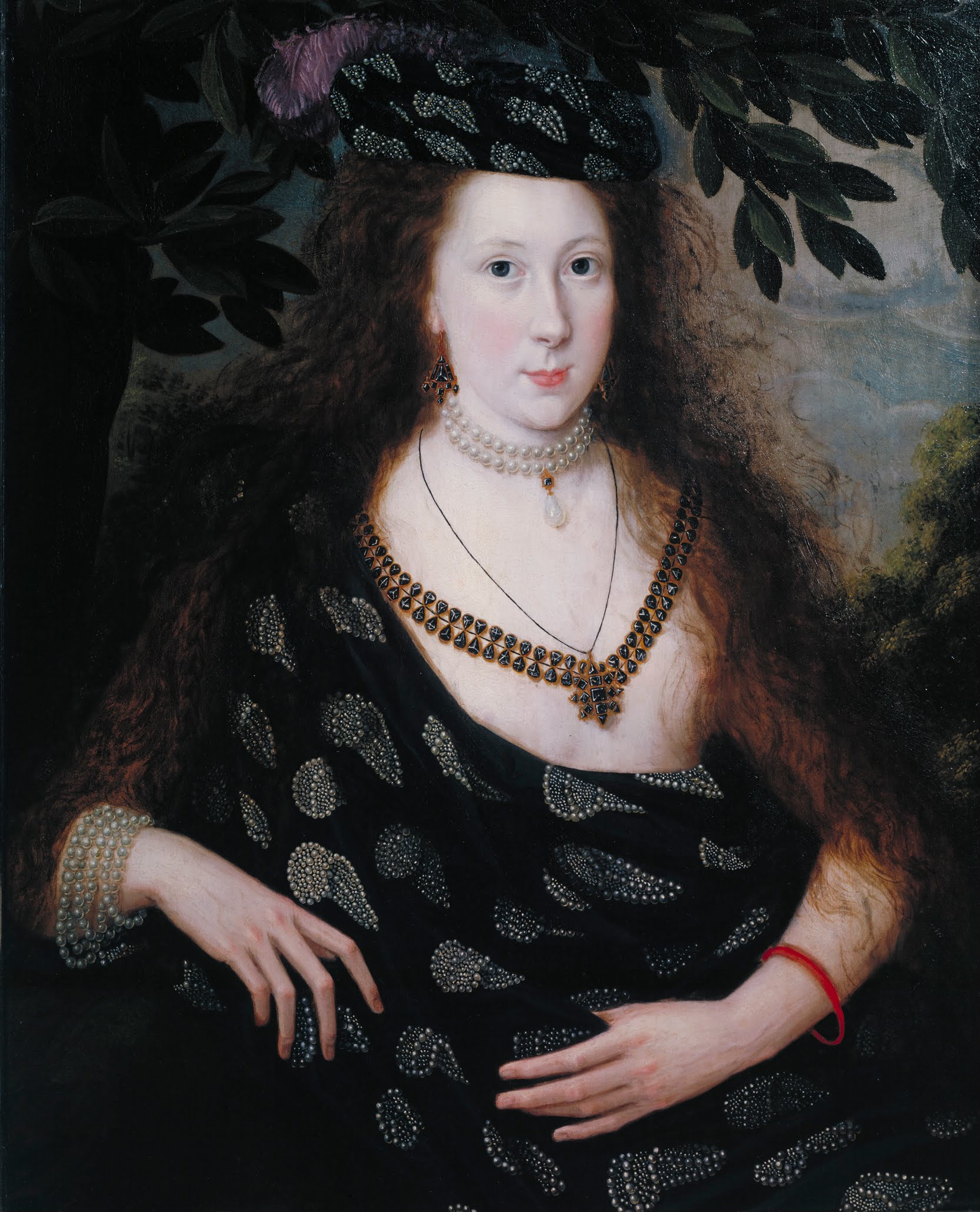
Портрет леди Элизабет Поуп, ок. 1615 года.

Портрет Пика леди Элизабет Поуп, возможно, был заказан её мужем, сэром Уильямом Поупом, в честь их брака в 1615 году. Леди Элизабет изображается с распущенными волосами, символом свадебной девственности. На ней мантия и тюрбан, расшитые жемчугом. Йельский искусствовед Эллен Кирельштейн утверждает, что Пик изображает леди Элизабет как олицетворение Америки, так как её отец, сэр Томас Уотсон, был крупным акционером Вирджинской компании.

## Оценка Пика как художника

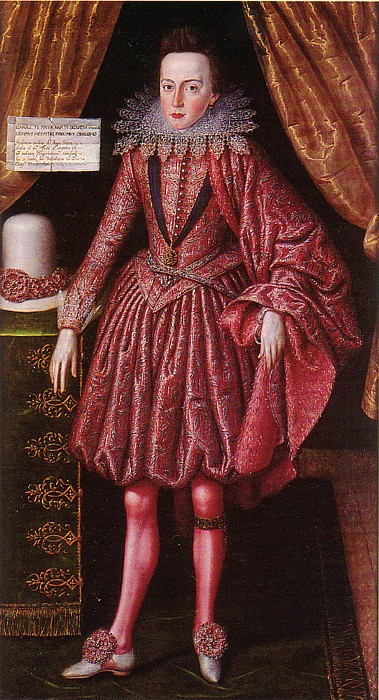
Картина Принц Карл, герцог Йоркский, заказана для Кембриджского университета, 1613

В 1598 году Френсис Мерес в своей книге Palladis Tamia включил Пика в список лучших английских художников. В 1612 году Генри Пич написал в книге The Gentleman’s Exercise, что его «хороший друг господин Пик», вместе с Маркусом Герардсом, был выдающимся «для масляных красок». Эллис Уотерхаус отмечает, что работы Пика, «эмалевый блеск» которых стал очевиден в очистке, не имеют аналогов в европейском искусстве и заслуживают уважения. Они были произведены в основном в мастерских Пика, Гирартса-младшего, и Де Критца. Ширан обнаруживает влияние ярко узорных и цветных миниатюр Хиллиарда в работе Пика и местами Пик рисует в «стиле традиций поздних картин елизаветинской эпохи».
Ширан считает, что творчество Пика уменьшилось из-за консерватизма, его талант «омрачен массовым производством». Он описывает портрет принца Карла, хранящийся в Кембридже, Принц Карл, герцог Йоркский, как плохо нарисованный, с безжизненной позой, в стереотипной композиции, которая «подтверждает опору художника на много раз повторяющиеся образы в картинах в последние годы своей жизни». Историк искусства и куратор Карен Херн, напротив, хвалит работу как «великолепную». Пик нарисовал портрет Карла по случаю визита того в Кембридж 3-4 марта 1613 года. Изображая принца Карла, на котором орден Подвязки, Пик, рисуя эту картину, возвращается к более формальному, традиционному стилю портретной живописи. Рентген показывает, что портрет Пик нарисовал поверх другого. Пентименто, или признаки изменения, могут быть обнаружены: например, правая рука Карла изначально опиралась на его талию.

## Галерея

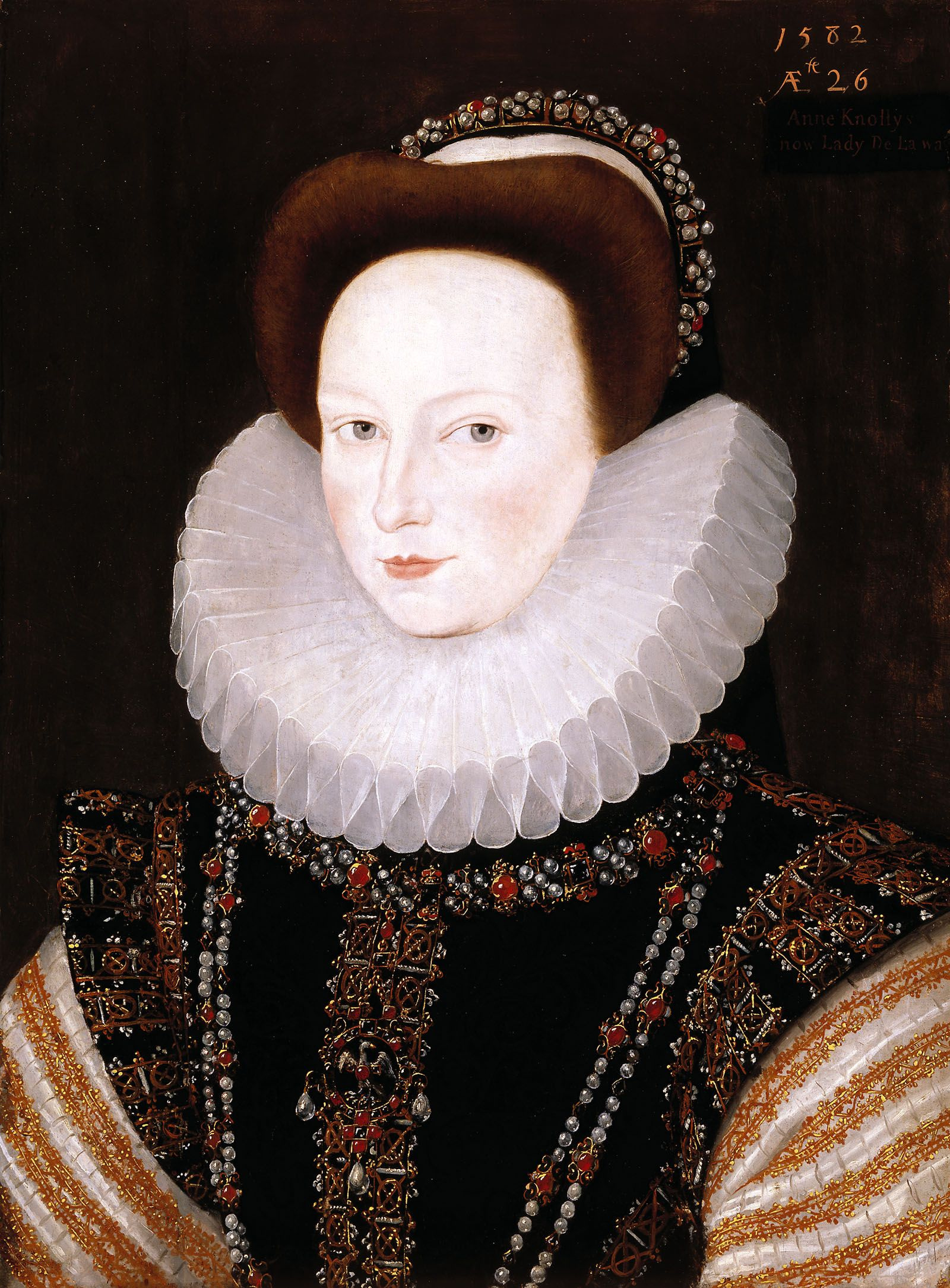
Портрет Анны Ноллис, 1582. Приписывается Роберту Пику
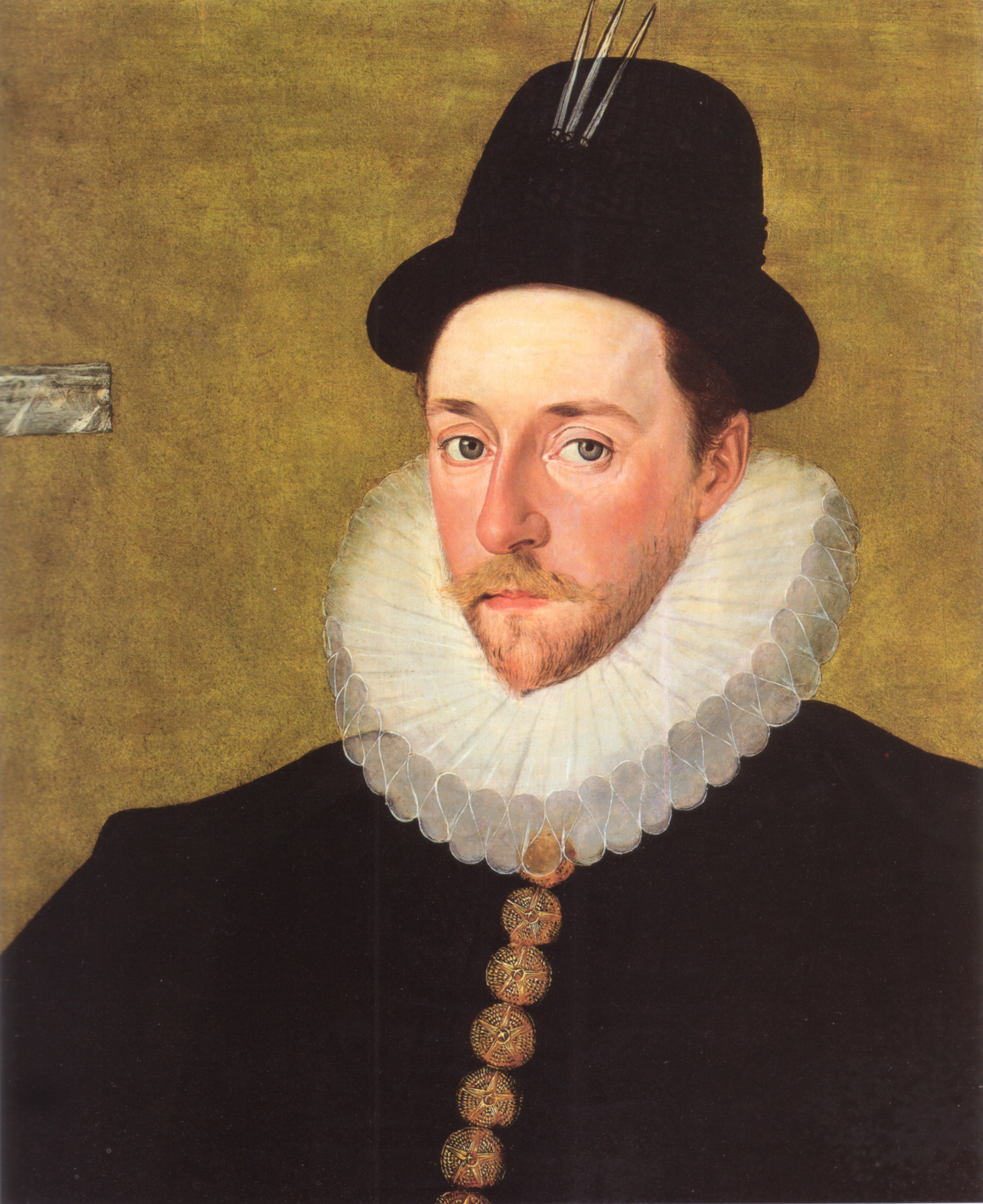
Неизвестный джентльмен, ок. 1585–90
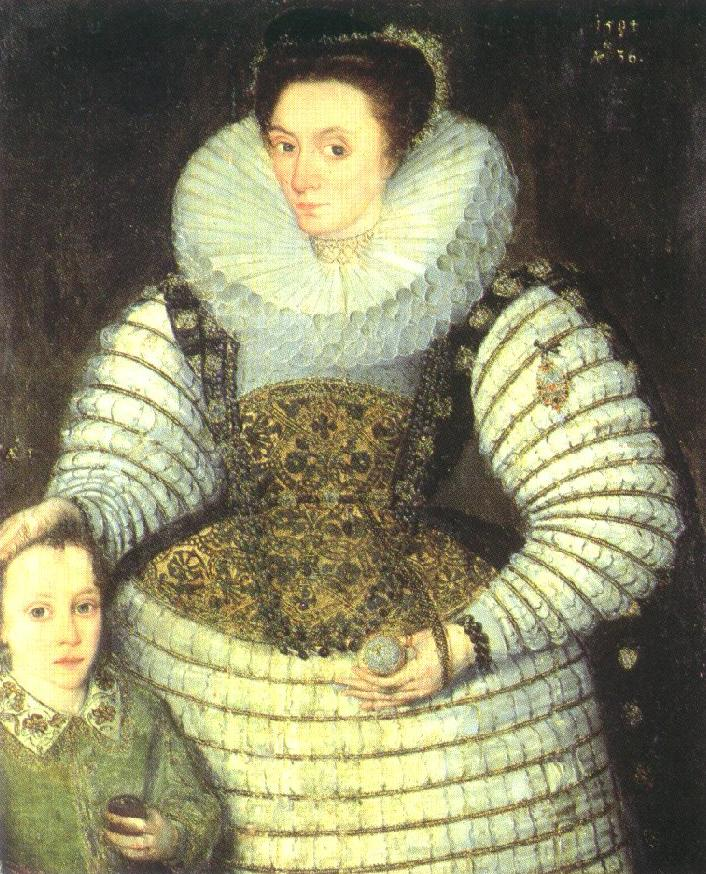
Френсис Уолсингем, графиня Эссекс, и её сын Роберт, 1594
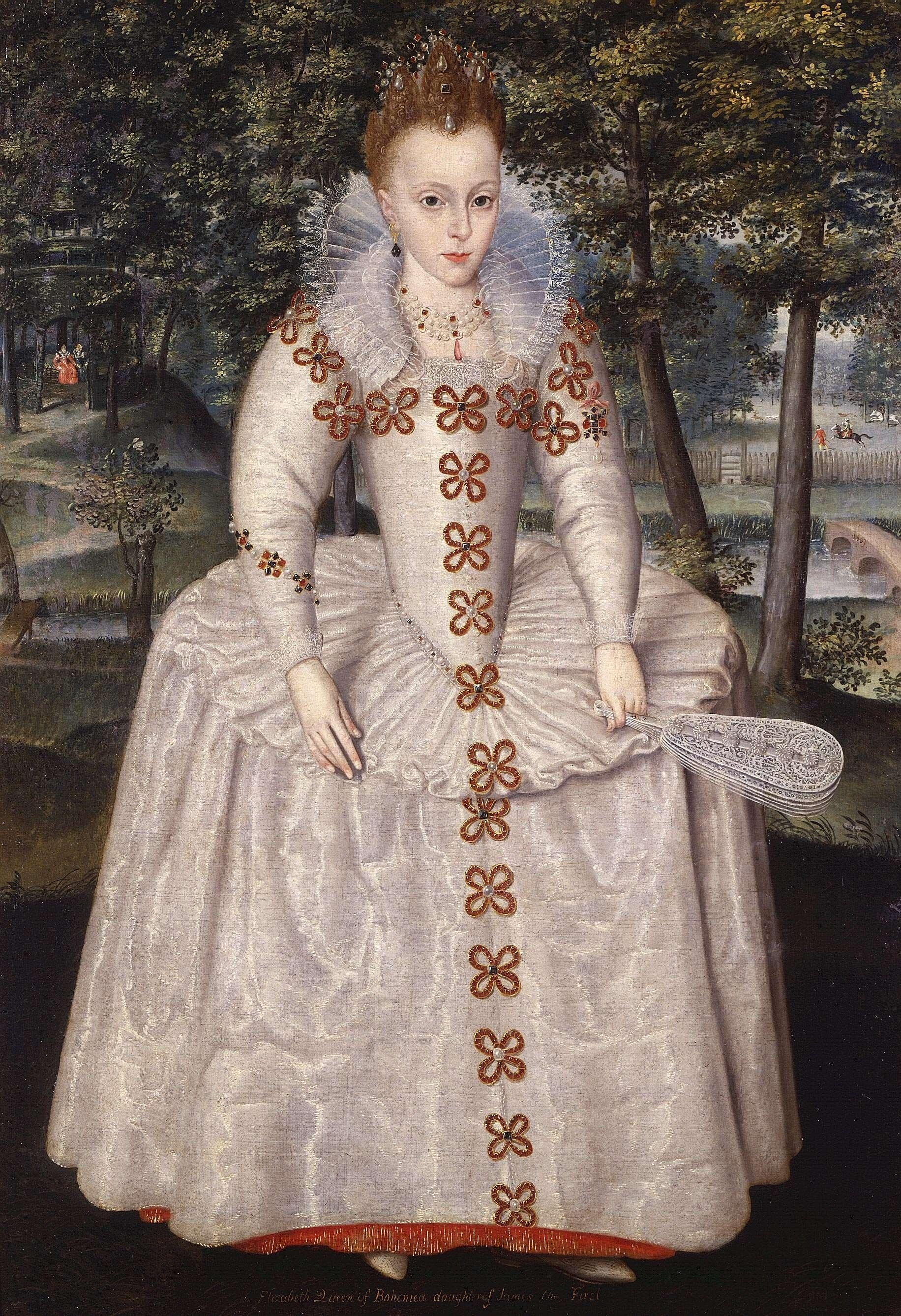
Первый известный портрет принцессы Елизаветы (возможно 1603)
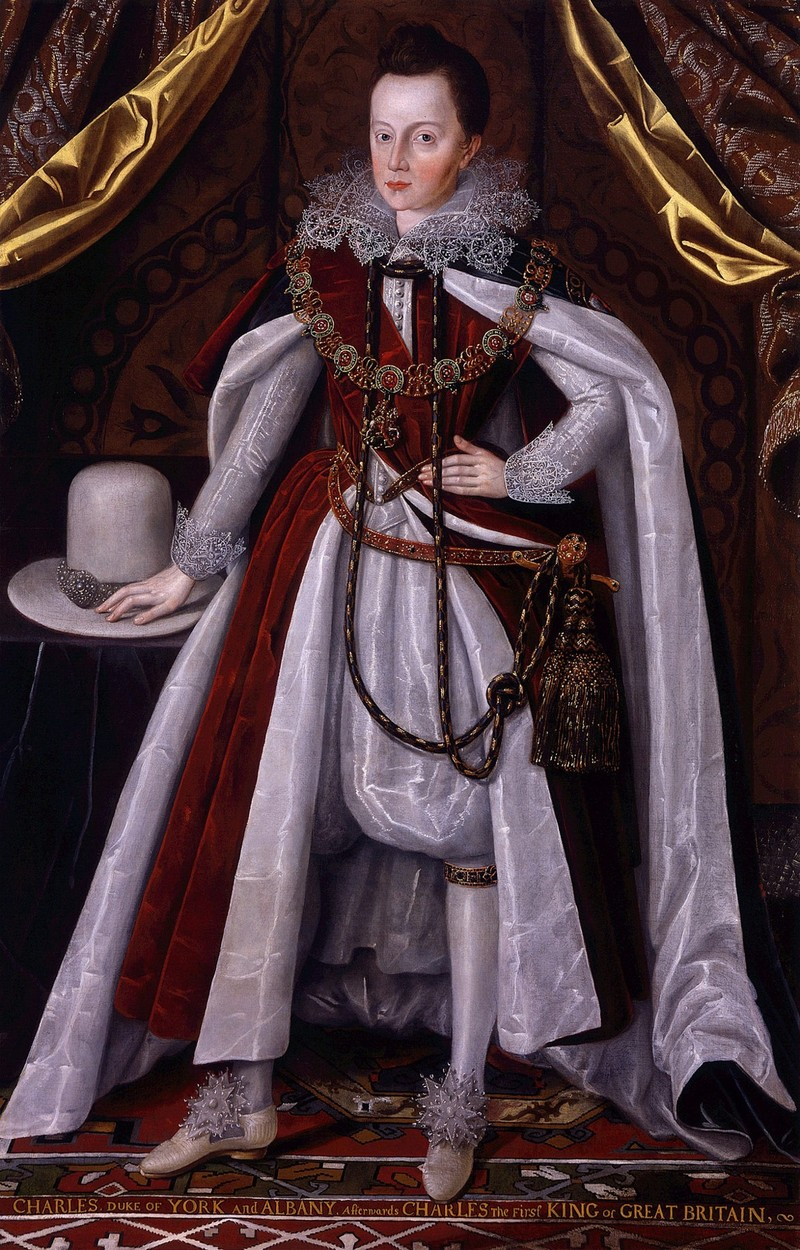
После смерти принца Генриха в 1612 году, Пик стал художником для его брата, будущего Карла I, изображенного здесь с Орденом Подвязки, ок. 1611–12
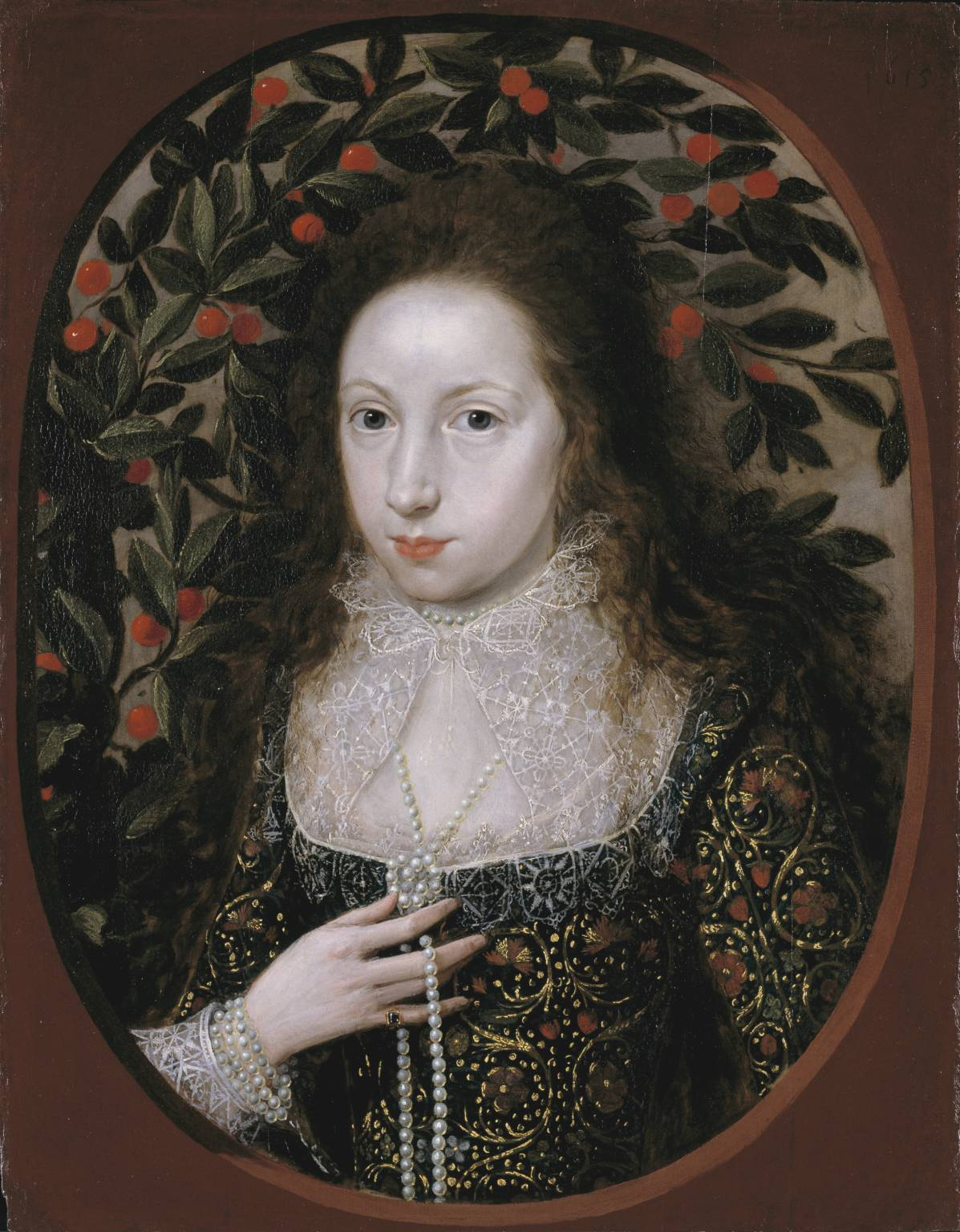
Леди Энн, сводная сестра Элизабет Поуп, 1615. На её платье узор гвоздики, розы и клубника; вишни на дереве символизируют силу
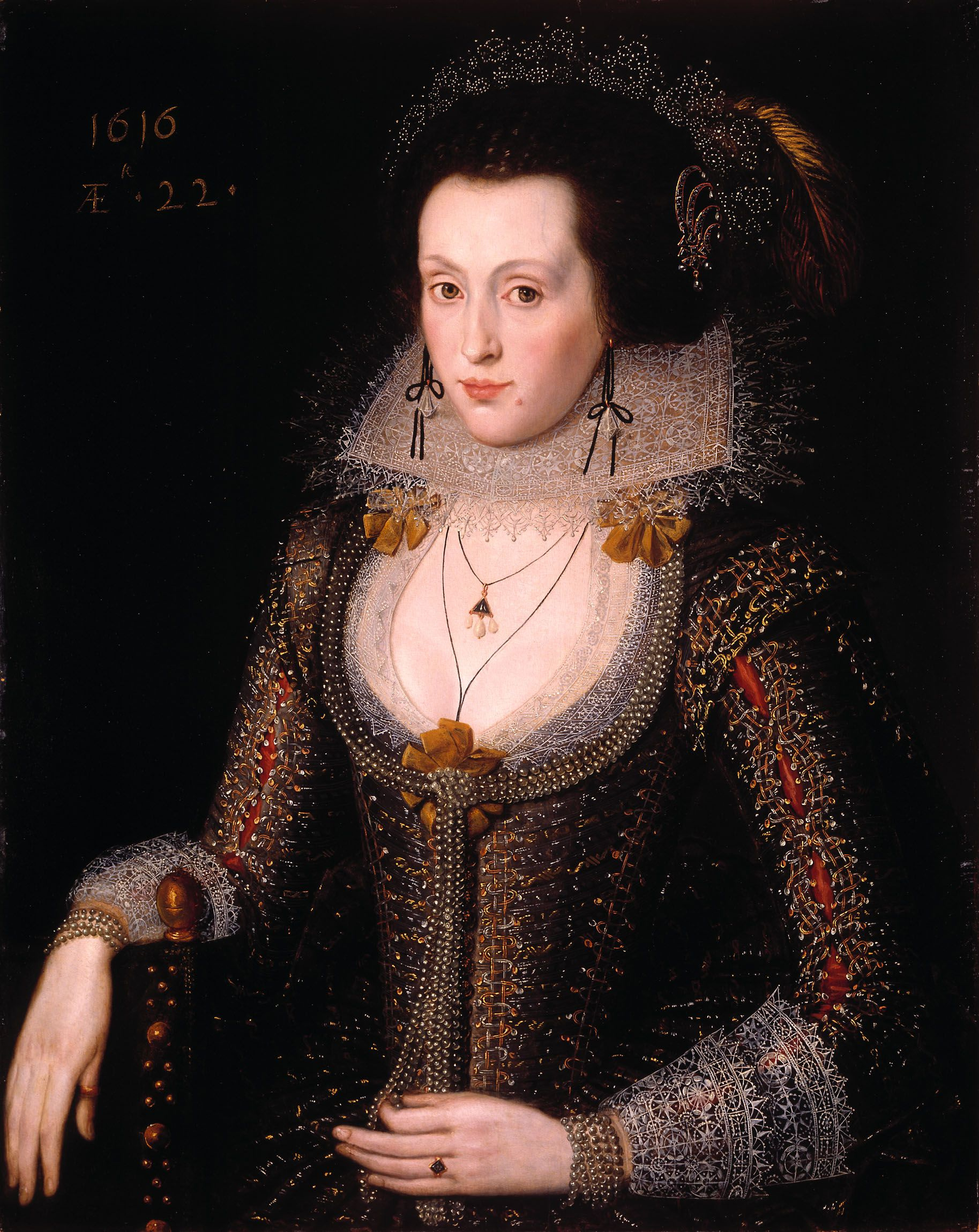
Элизабет Пулетт, 1616.
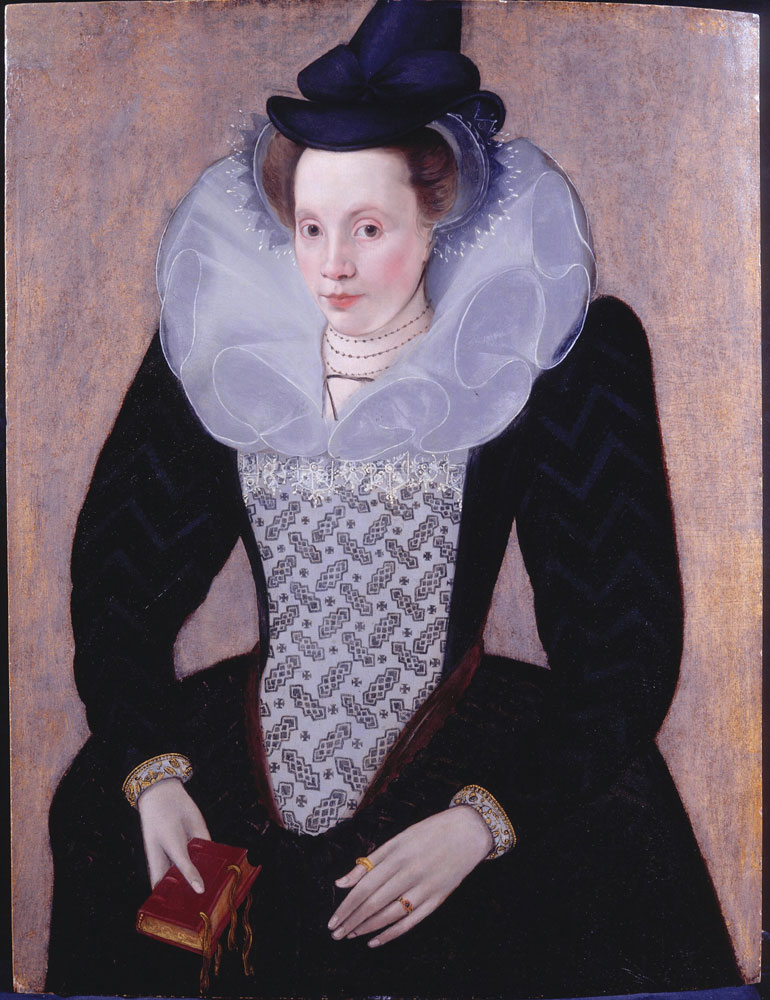
Неизвестная женщина, 1592
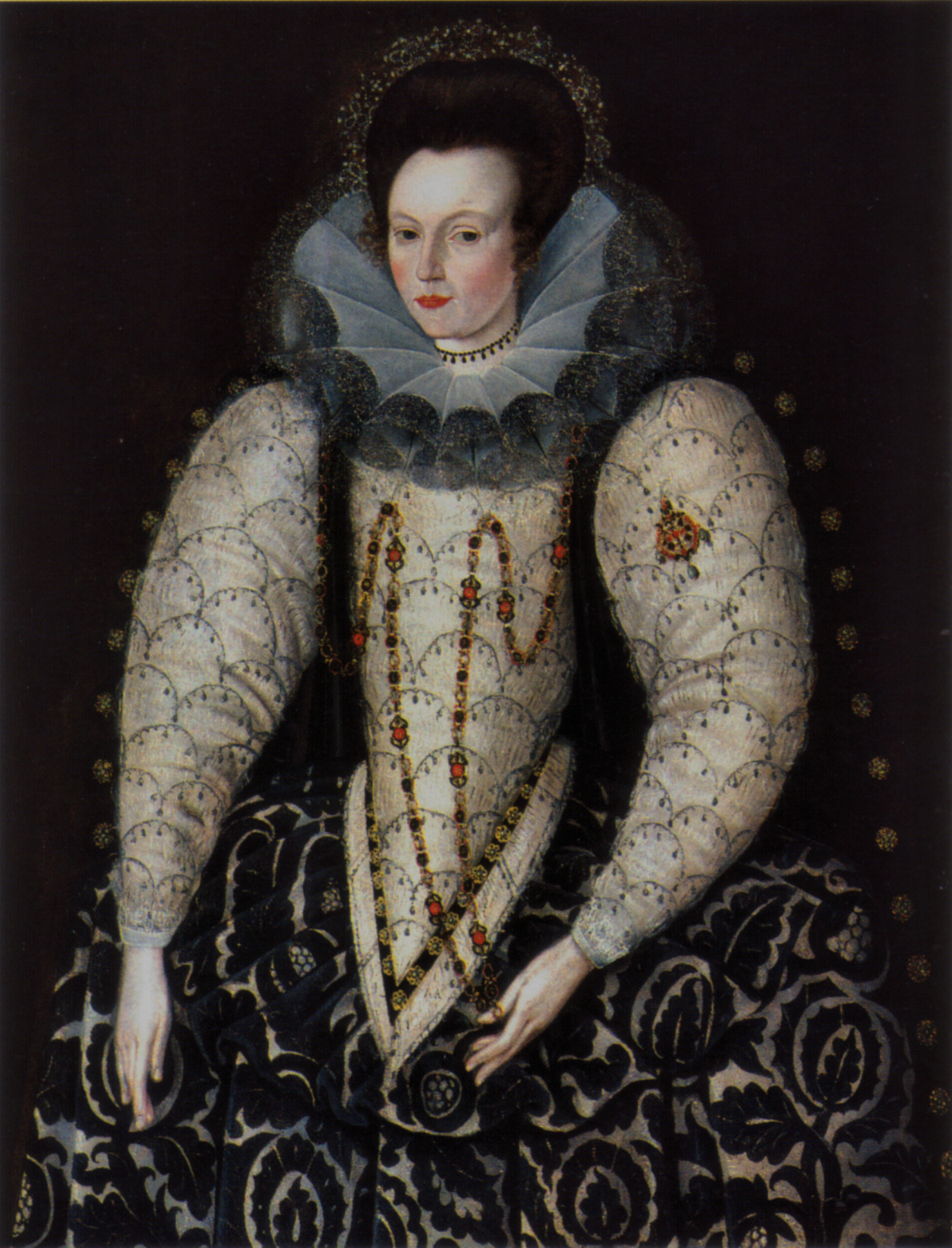
Франсис, леди Рейнель, ок. 1595